# Guerre Kanyarwanda
La guerre Kanyarwanda est un conflit dans la région nord-est du Congo-Léopoldville, plus précisément dans la province nouvellement créée du Nord-Kivu, entre les Banyarwanda, et les groupes autochtones du Nord-Kivu, notamment les groupes Hunde et Nande  qui a duré de 1963 à 1966. Elle est déclenchée à la suite d'années de tensions ethniques entre le peuple Banyarwanda, des congolais rwandophones (Hutu et Tutsi) également originaire de cette région, qui avait une influence et un pouvoir considérables au Nord-Kivu et dans les provinces environnantes, et les groupes autochtones tels que les groupes Hunde et Nande.

## Contexte
Dans les années 1930, l'administration coloniale belge au Congo belge et au Rwanda met en place un système visant à encourager l'immigration rwandaise vers l'est du Congo afin de réduire la densité de population au Rwanda et de fournir de la main-d'œuvre agricole au Congo,. Plus de 25 000 rwandais s'installent sur le territoire de Masisi entre 1937 et 1945, rejoints plus tard par environ 60 000 immigrants entre 1949 et 1955 (en plus des Tutsis et des Hutus autochtones de l'ancien royaume rwandais qui avaient été exclus par la carte découpée lors de la conférence de Berlin). La plupart des immigrants sont d'origine ethnique hutu, mais comprennent également des éleveurs tutsis, et sont collectivement connus sous le nom de Banyarwanda. La classification comprend également certains éleveurs tutsis qui vivaient dans la région avant la période coloniale. Le territoire qu'ils occupent au Congo est historiquement le foyer du peuple Hunde, mais les Banyarwanda ont insisté pour y vivre au sein de leur propre entité politique. En réponse, les Belges créèrent la chefferie de Gishari soumise à l'autorité d'un chef tutsi. Un conflit éclate lorsque les Banyarwanda tentent d'étendre la juridiction de la chefferie et, en 1957, les Belges dissout la chefferie de Gishari, laissant les immigrants sous l'autorité d'un mwami hunde. Ils doivent payer des redevances aux chefs Hunde pour l'accès à la terre et cette relation génère du ressentiment : les Banyarwanda trouvant injuste qu'ils aient à payer pour la terre qu'ils travaillent, tandis que les Hunde pensent que les Banyarwanda cherchent à éviter des obligations financières légitimes. Les tensions sont particulièrement vives dans toute la région du nord de la province du Kivu, qui est densément peuplée et dispose donc de moins de terres disponibles. En 1959, les Banyarwanda deviennent largement plus nombreux que les Hunde dans les territoires de Masisi et de Rutshuru.
Au cours des trois années de la révolution rwandaise, de 1959 à 1962, jusqu'à 60 000 réfugiés tutsis rwandais fuient vers le Kivu, augmentant la pression foncière dans la région. Plus riches et mieux éduqués que leurs prédécesseurs à majorité hutue, la nouvelle vague de « cinquante-neuf » obtient davantage de terres grâce à la corruption. En 1960, au moment de l’indépendance de la République du Congo, le statut juridique des Banyarwanda est considéré comme controversé et n'est pas abordé dans la Loi fondamentale mise en place. La plupart des Banyarwanda sont donc considérés comme des citoyens non autochtones. Plusieurs d'entre eux sont élus à des postes gouvernementaux. Après l’indépendance, les élites Banyarwanda tentent de consolider leur domination dans le nord du Kivu en encourageant l’immigration illégale et en forçant les chefs indigènes à quitter le territoire de Rutshuru. Les populations autochtones réagissent par des actions similaires dans le territoire de Masisi. Les administrateurs Hunde commencent à remplacer les administrateurs Hutu nommés par les Belges, et de violents conflits fonciers aboutissent à la dépossession des Banyarwanda dans toute la région. En 1963, le gouvernement congolais commence à restructurer les provinces en de plus petites « provincettes ». Au Kivu, les pressions en faveur de la division sont encouragées par les communautés autochtones, en particulier les peuples Hunde et Nande, craignant la domination des Banyarwanda,. Les Banyarwanda étant majoritairement favorables à l'unité de la province, car ils représentent une grande partie de la population de la ville de Goma, mais conservaient également des intérêts à Bukavu. Finalement, trois nouvelles provinces furent créées, dont le Nord-Kivu.

## Conflit
À la fin de 1963, les tensions dans le Nord-Kivu conduisent à un conflit ouvert entre les Banyarwanda et les peuples autochtones. Selon René Lemarchand, la guerre a commencé lorsque les Hunde et les Nande, poussés par la création du Nord-Kivu, se sont révoltés contre les Banywarwanda dans le territoire de Masisi. Selon Thomas Turner, les Banywarwanda ont commencé le conflit en lançant une campagne pour récupérer leurs biens perdus. Au début du conflit, les militants Hunde brûlent les archives administratives provinciales pour tenter de détruire les documents locaux des Banyarwanda, les réduisant ainsi au statut d'étrangers, et les deux belligérants ont recours au meurtre, à la torture et aux déplacements forcés. En 1965, la violence augmente de façon spectaculaire. Les groupes autochtones infligent des massacres aux Hutus et aux Tutsis, et certaines autorités territoriales arrêtent des dirigeants Banyarwanda pour « désobéissance en période électorale » (en vue des élections nationales prévues pour 1965). Durant cette période, environ 300 Banyarwanda sont massacré par des militaires près de Burungu. En octobre 1965, l'Assemblée provinciale du Nord-Kivu adopte une résolution exigeant l'expulsion des Banyarwanda de la province, invoquant leur « collusion avec les rebelles ». Cet ordre est abrogé par le gouvernement central congolais. Le conflit prend fin en 1966, lorsque les Hunde réussirent à convaincre l' Armée nationale congolaise d'intervenir et d'écraser la résistance des Banyarwanda.

## Conséquences
En 1965, Joseph-Désiré Mobutu prend le pouvoir et devient président du Congo. Il réunifie ensuite la plupart des anciennes provinces, y compris le Kivu. À la fin des années 1960, les Banyarwanda gagnent sa sympathie, Mobutu cherchant le soutien des minorités ethniques pour renforcer son régime, car elles n'ont pas les capacité de menacer son pouvoir,,. La « loi Bakajika » de 1966 nationalise toutes les terres du pays, ce qui permet au gouvernement de les redistribuer comme il le souhaite. Cela a pour conséquence de concentrer les biens du Nord-Kivu dans les mains des notables Tutsis de la région. Les Banyarwanda sont également assurés officiellement de la citoyenneté grâce à la loi de 1972,. En 1981, le Conseil législatif abroge la loi et la remplace par une ordonnance garantissant la citoyenneté uniquement aux individus dont les ancêtres appartenaient à des tribus ayant résidé au Congo avant 1908. Bien que cette mesure n’ait jamais été mise en œuvre, elle a favorisé une discrimination croissante à l’encontre des Banyarwanda. Des violences de faible intensité éclatent au Kivu et ont persisté tout au long des années 1980.